# Збірна Кувейту з хокею із шайбою
Збірна Кувейту з хокею із шайбою — національна чоловіча збірна команда Кувейту, яка представляє країну на міжнародних змаганнях з хокею. Функціонування команди забезпечується Хокейною асоціацією Кувейту, яка є членом ІІХФ.

## Історія
У 1985 році Кувейт приєднався до Міжнародної федерації хокею, у 1992 році призупинено членство через відсутність активності з боку Кувейту. У 1999 році Кувейт відновив свою діяльність у ІІХФ та зіграв свої перші матчі на Зимових Азійських іграх проти Японії, Китаю та Монголії, програвши усі три гри. Після восьми років перерви збірна Кувейту у 2007 році бере участь у зимових Азійських іграх, де вони здобувають свою першу перемогу в матчі проти збірної Макао. У наступному році вони змагаються в Арабському Кубку з хокею із шайбою посівши друге місце, поступившись збірній Об'єднаних Арабських Еміратах у фіналі 1:4. У 2010 році збірна Кувейту в Азійському Кубку Виклику посідає сьоме місце в загальному заліку.
У травні вони беруть участь у чемпіонаті Перської Затоки з хокею, зайнявши друге місце позаду збірної Об'єднаних Арабських Еміратів.

## Виступи на чемпіонаті світу
- 2018 — 4 місце Дивізіон III Група B
- 2019 — 5 місце Дивізіон III Група B
- 2020 — скасовано через пандемію COVID-19[6]
- 2021 — скасовано через пандемію COVID-19[7]
- 2022 — 5 місце Дивізіон IV
- 2023 — 3 місце Дивізіон IV
- 2024 — 2 місце Дивізіон IV
- 2025 — 3 місце Дивізіон IV